# Кухарж Євген Федорович
Євген Федорович Кухарж (рос. Евгений Фёдорович Кухарж; 25 лютого 1949, Москва, СРСР) — радянський хокеїст, нападник.

## Спортивна кар'єра
Хокеєм почав займатися в команді «Торпедо» (Москва). Невдовзі перейшов до дитячо-юнацької спортивної школи «Спартака».
Військову службу проходив у складі київського «Динамо». За киян виступав протягом трьох сезонів, у тому числі два — в елітній лізі радянського хокею. Був одним з найрезультативніших гравців команди.
1971 року перейшов до клубу «Крила Рад» (Москва). У 1974 році здобув титули чемпіона СРСР і володаря національного кубка. Срібний призер чемпіонату СРСР 1975 року, бронзовий — 1973. За чотири сезони провів у лізі 113 матчів, закинув 28 шайб, зробив 18 результативних передач.
З 1975 по 1980 рік захищав кольори воскресенського «Хіміка». Всього у вищій лізі провів понад 300 матчів, закинув 71 шайбу, зробив 34 результативні передачі.
У першій половині 80-х років працював викладачем у Московському державному університеті, потім завідувачем кафедри фізичного виховання одного з технікумів Москви. З 1990 року працював у Федерації хокею Росії. 1993 року був обраний президентом Фонду імені Всеволода Боброва. З 2002 року — генеральний менеджер клубу «Крила Рад» (Москва).

## Досягнення
- Чемпіон СРСР (1): 1974
- Віце-чемпіон (1): 1975
- Бронзовий призер (1): 1973
- Володар кубка СРСР (1): 1974

## Статистика
| Сезон               | Команда             | Ліга                | І  | Г  | П  | 0   | Штр |
| ------------------- | ------------------- | ------------------- | -- | -- | -- | --- | --- |
| 1968/69             | «Динамо» (Київ)     | група А             |    | 3  |    |     |     |
| 1968/69             | «Динамо» (Київ)     | пт                  |    | 26 |    |     |     |
| 1969/70             | «Динамо» (Київ)     | група А             | 42 | 15 |    |     |     |
| 1970/71             | «Динамо» (Київ)     | перша               | 48 | 18 |    |     |     |
| 1971/72             | «Крила Рад»         | вища                | 25 | 9  | 4  | 13  | 4   |
| 1972/73             | «Крила Рад»         | вища                | 32 | 10 | 8  | 18  | 10  |
| 1973/74             | «Крила Рад»         | вища                | 28 | 6  | 1  | 7   | 2   |
| 1974/75             | «Крила Рад»         | вища                | 28 | 3  | 5  | 8   | 9   |
| 1975/76             | «Хімік»             | вища                | 15 | 3  | 3  | 6   | 11  |
| 1976/77             | «Хімік»             | вища                | 34 | 7  | 2  | 9   | 8   |
| 1977/78             | «Хімік»             | вища                | 32 | 5  | 4  | 9   | 11  |
| 1978/79             | «Хімік»             | вища                | 36 | 6  | 5  | 11  | 10  |
| 1979/80             | «Хімік»             | вища                | 31 | 4  | 2  | 6   | 2   |
| Усього у вищій лізі | Усього у вищій лізі | Усього у вищій лізі |    | 71 | 34 | 105 |     |